# Kvinnerstagymnasiet
Kvinnerstagymnasiet (tidigare: Kvinnerstaskolan) är en gymnasieskola i Kvinnersta utanför Örebro. Skolan erbjuder det nationella Naturbruksprogrammet. Dessutom finns Bygg/anläggningsprogrammet med inriktning maskinförare. Det finns även en specialenhet för döva, hörselskadade och språkstörda elever och gymnasiesärskola. Det finns viss KOMVUX-verksamhet av bland annat anläggningsmaskinförare samt uppdragsutbildningar inom motorsåg och trädgård.
Skolan har omkring 300 elever. Kvinnerstagymnasiet har, förutom undervisningssalar för de teoretiska ämnena, ladugårdar, växthus och odlings- och betesmark, liksom internatboende.

## Naturbruksprogrammet
Naturbruk är ett samlingsnamn för Kvinnerstagymnasiets utbildningar lantbruk, djurvård, djur-hund, häst och skogsbruk. De som går häst eller jordbruk finns även tillvalet att läsa lärling och då kommer mycket av utbildningen att vara APL (arbetsplatsförlagt lärande). Nytt för 2014 är också att de elever som går skogsbruk i årskurs 3 har möjlighet att gå ut på praktik som lärlingar. 
Utbildningarna inom naturbruk varvar både teori och praktiskt arbete, eleven lär sig om naturens mångfald och om hur olika verksamheter påverkar naturen. Programmet innehåller även hur man arbetar på ett smart och ergonomiskt sätt.
Det finns möjlighet att läsa en NV-profil eller allmän högskolebehörighet för att kunna läsa vidare på högskola/universitet efter Kvinnerstagymnasiet.
Skolan erbjuder även praktik utomlands när det är möjligt.

## Skogsutbildningen

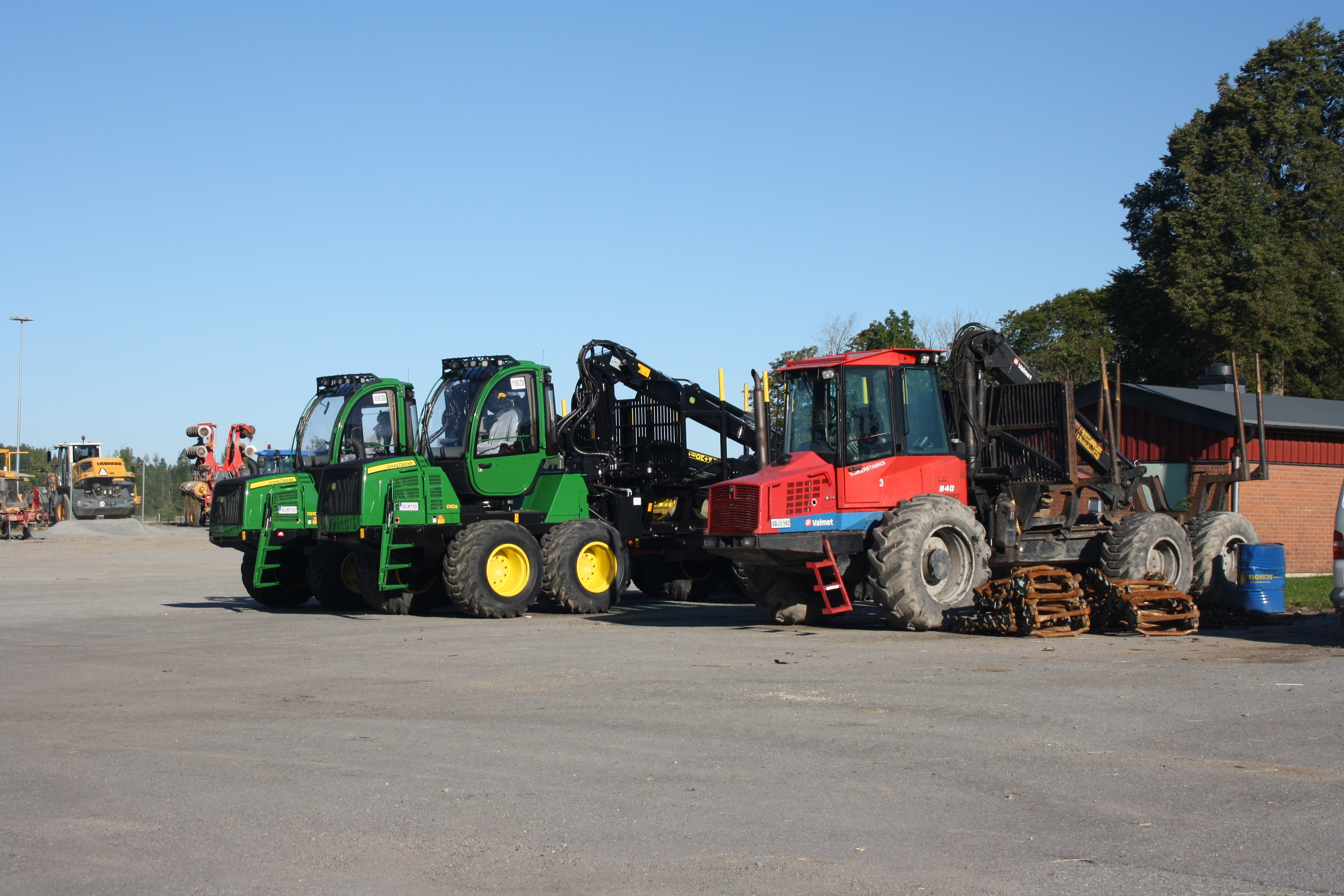
Tre av Kvinnerstagymnasiets sex skotare. John Deere 1010 (vänster), John Deere 1110 (mitten) och Valmet 840 (höger).

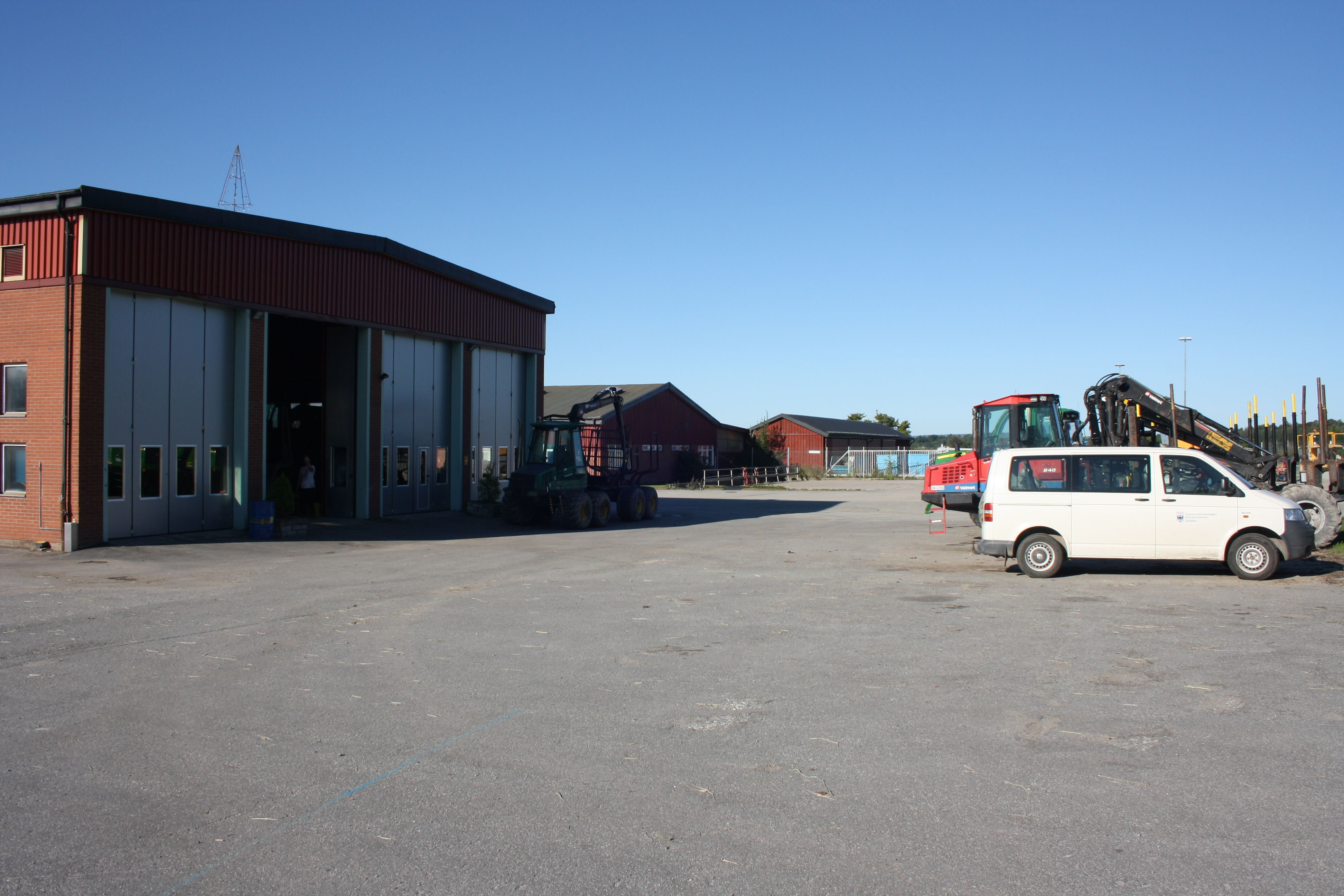
En av Kvinnerstaskolans två verkstäder.

Kvinnerstagymnasiets skogsutbildning är på 3 år och är uppdelad på två inriktningar: maskin och skogsvård. På maskininriktningen lär man sig att köra skotare och skördare på det mest effektiva sättet samt att serva och reparera dem. På skogsvård lär man sig om motorsåg, röjsåg, plantering samt att köra skotare. Det finns även kurser för jakt och viltvård där man tar jägarexamen och får jaga på skolans ca 500 ha stora mark. Alla elever på skolan får ta traktorkörkort första årskursen, skogseleverna får ta både motorsågskörkort och röjsågskörkort. Väljer man sedan skogsvård får man ytterligare behörigheter med motor- och röjsåg.

## Hund- och sällskapsdjursutbildningen

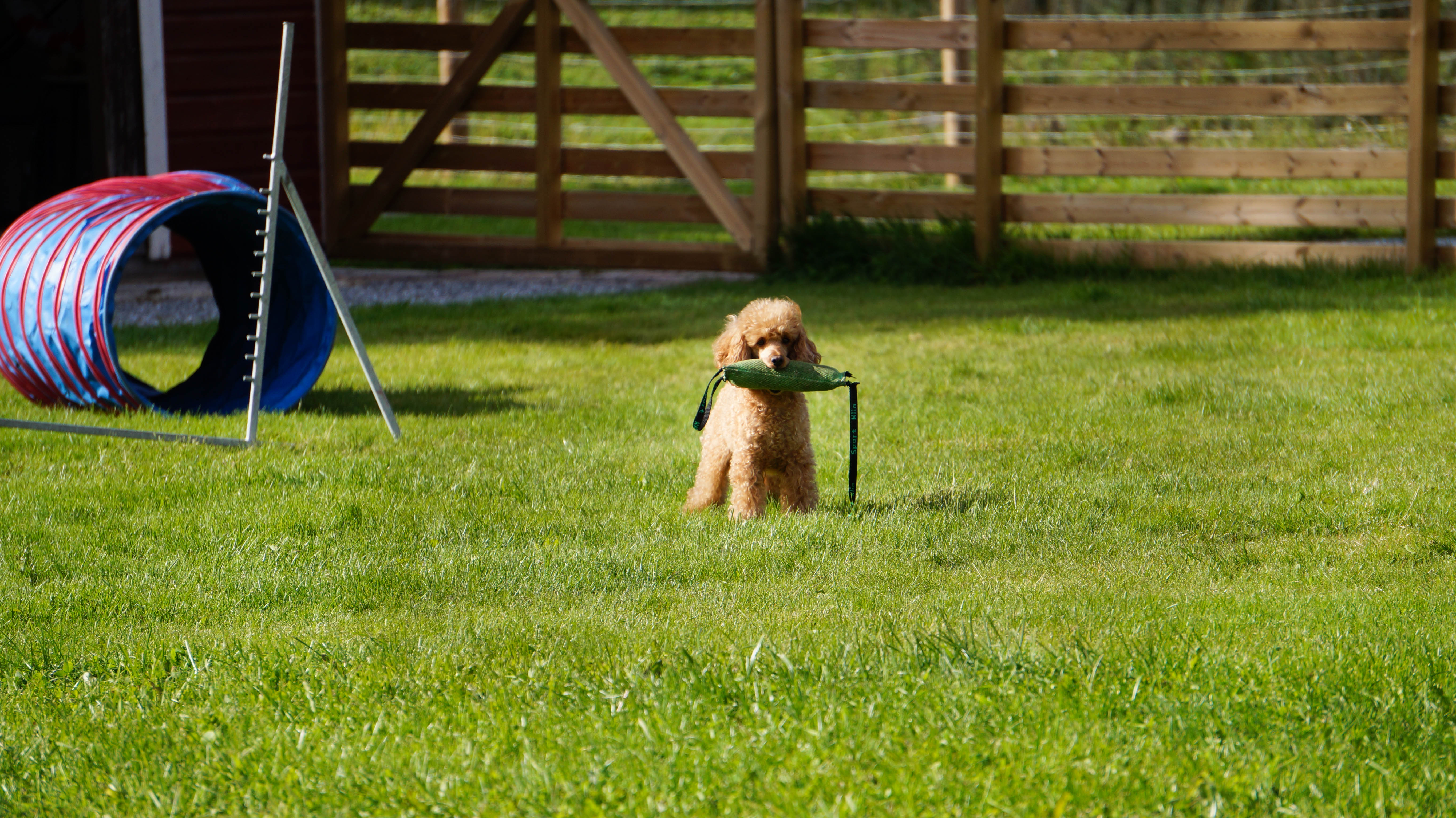
Träning av hund.

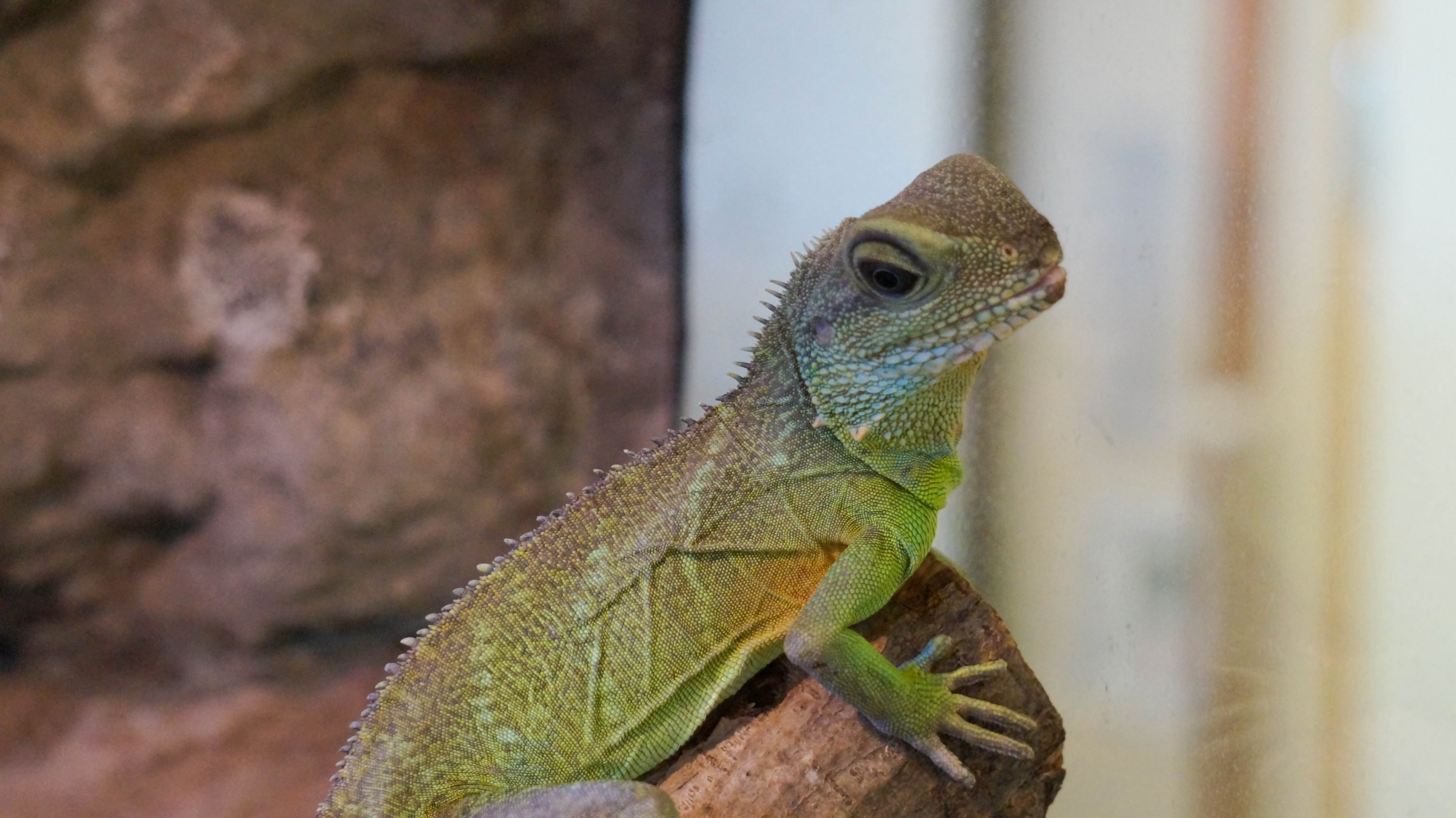
Ella, en grön vattenagam.

På hund- och sällskapsdjursinriktningen läser man en bred djurutbildning med speciell inriktning mot hund. Det är en del av naturbruksprogrammets djurinriktning. Teori och praktik varvas och i skolans djurhus finns allt från gnagare, reptiler och fåglar till katter. Detta är en yrkesutbildning för att kunna arbeta med hundar men även ha möjlighet att jobba med sällskapsdjur senare. Detta ger en större chans att få jobb inom djuryrkesvärlden än om man enbart har en ren djur- eller hundutbildning. Skolan har möjlighet att ta med sig egen hund till skolan eller låna någon av personalens hundar.

## Sällskapsdjursutbildningen (Djur-djur)

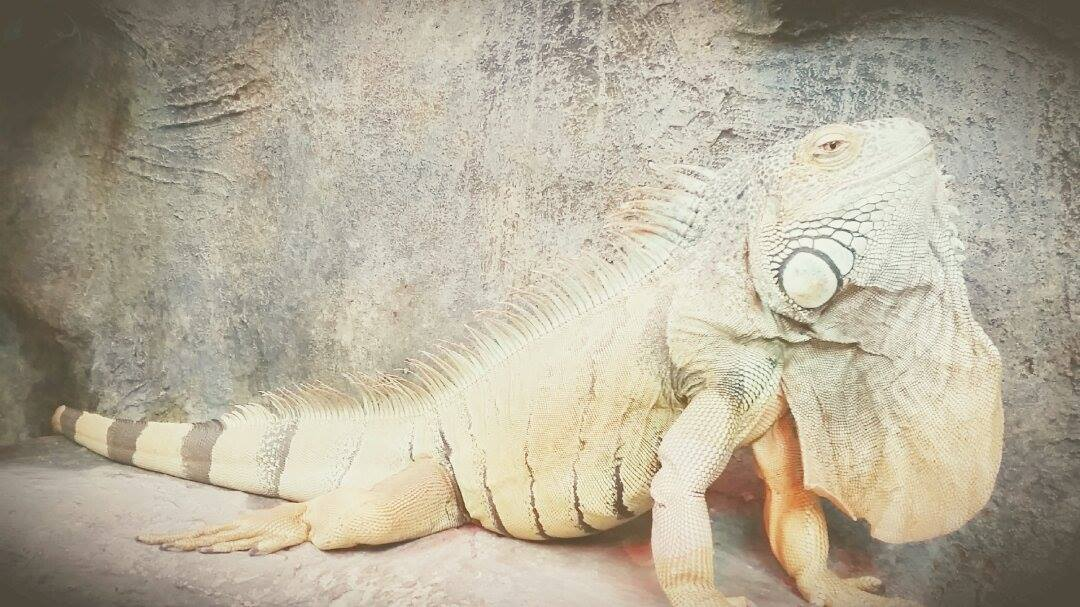
Lennart, en grön leguan.

På djurinriktningen fördjupar man sig i sällskapsdjur, lantbruksdjur och djur i djurpark. På skolan finns allt från exotiska djur till vanliga lantbruksdjur och husdjur. Man får en bred utbildning i djurskötsel. Det läggs stor vikt av bevarandet av hotade arter och för en hållbar framtid. På djur-djur jobbar man både teoretiskt och praktiskt. I det praktiska tar man hand om alla djur, såsom utfodring, hälsokontroll och miljöberikning. I det teoretiska ämnen ingår lära om djurens anatomi, avel och djurens beteende i fångenskap och i det vilda. I utbildningen ingår femton veckors praktik där man själv väljer praktikplats. Det finns även möjlighet till utlandspraktik t.ex. Tanzania och England m.m. Inom alla inriktningar som skolan erbjuder kan man lägga till naturvetenskaplig breddning alt. högskoleförberedande, som ger möjlighet till vidare högskoleutbildning. Efter dessa tre år går man ut som utbildad djurskötare, det finns möjlighet att jobba inom bl.a. djurpark, lantbruk och möjlighet att bli egenföretagare.

## Hästutbildningarna

### Historia
Hästutbildningarna har funnits på Kvinnerstagymnasiet sedan 1991. Från början var utbildningen en kombination av ridning, trav och brukskörning. Man höll till i det ombyggda kostallet, som senare kom att kallas bruksstallet, och hade bara ett fåtal hästar. Senare byggdes ett stall för travhästarna och ett stall för ridhästarna.
Den första stallbyggnaden för ridhästarna byggdes år 1995. Från början hade man inte mer än 7 ridhästar och när ridhuset skulle byggas i anslutning till stallet byggdes en liten läktare, eftersom man ansåg att den inte behövde vara större. Men utbildningen blev allt mer eftertraktad och fler hästar köptes in. En påbyggnad på stallbyggnaden med 8 boxar blev färdig i november 2007.
Bruksutbildningen startade 1997 och innehöll bl.a. skogskörning, brukskörning, bruksridning, unghästhantering och de olika tävlingsgrenarna inom körningen. Bruksutbildningen finns inte längre på skolan. År 2011 skulle utbildningen göras om till en kvalificerad utbildning, och Kvinnersta ansåg sig inte ha råd att driva den längre, därför lades den ner. En del av bruksstallet har nu byggts om till hundboxar för elevernas och lärarnas hundar.

### Travutbildningen
Skolan har både varmblodstravare och ponnytravare. I utbildningen ingår hur hästen fungerar, vilket foder som är bäst anpassat till vilken träningsnivå hästen är på och hur hårt den tränar samt vilken skillnad fodret kan göra för olika individer och dess träningsresultat. Man får lära sig om utrustning för körning och ridning. Man får även testa på monté, det är när man rider hästen i trav istället för att sitta bakom i en vagn.
Om man skulle vilja gå bara trav redan från första året finns möjligheten att välja Traineeutbildningen, det är en lärlingsutbildning där man har minst två dagar praktik i veckan, antingen i skolans travstall ute på Örebrotravet eller hos en proffstränare.

#### Ponnytravskolan
Kvinnerstagymnasiet driver tillsammans med Linde travklubb och Örebro Travsällskap Örebro/Linde Travskola. Där lär man sig hur man kör och selar en ponny, samt hur man sköter om ponnyn före och efter körning. Man kan ta ponnylicens och kanske tävla med någon av travskolans ponnyer. Det ingår mycket teori. Det finns olika kurser för olika åldrar och kunskapsnivåer. Kurserna hålls på Kvinnerstagymnasiet, Örebrotravet och Fornaboda travbana.

### Elevstallet

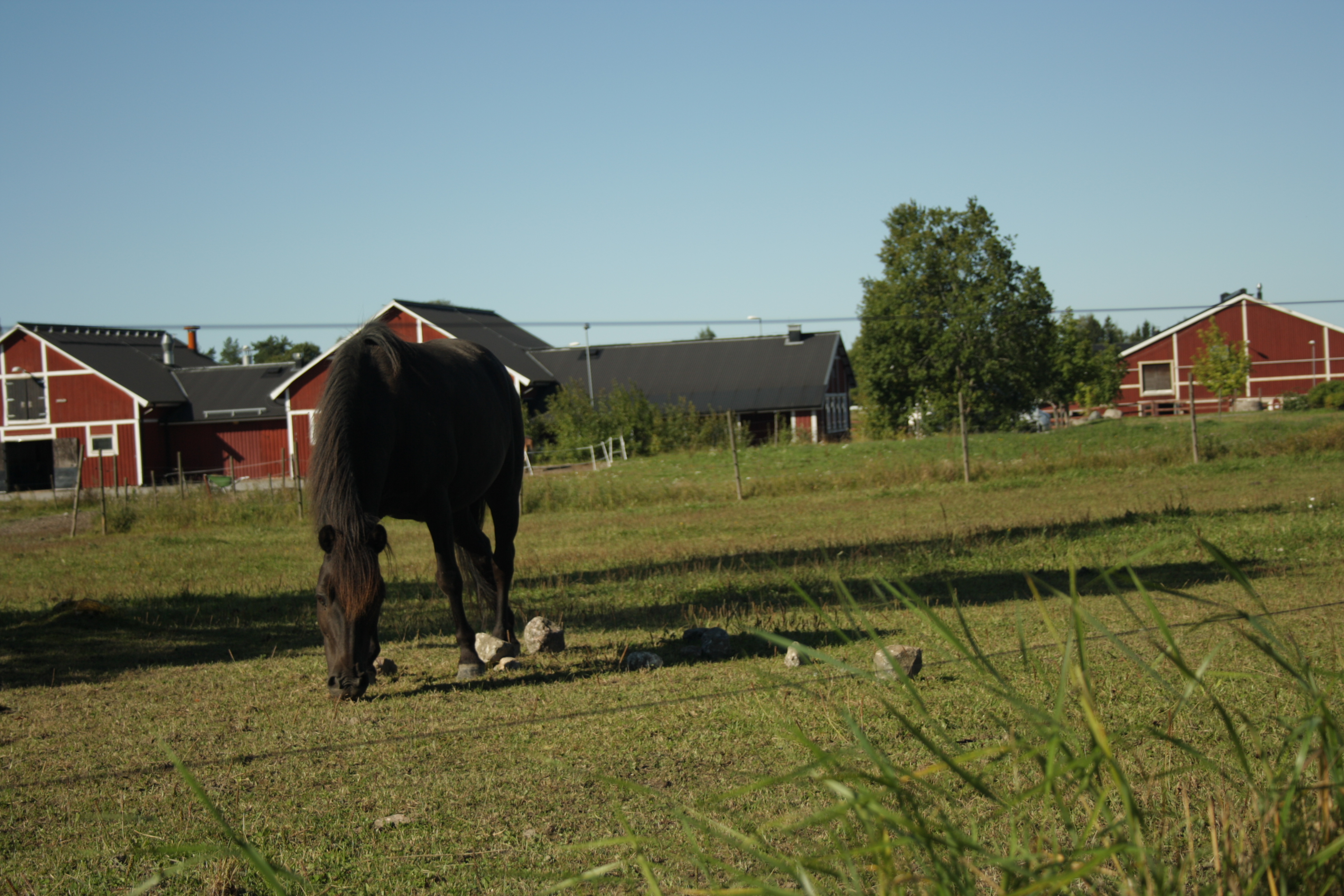
Ponnytravare framför elevstall

Som elev på Kvinnerstagymnasiet har man också möjlighet att ha sin häst uppstallad i skolans elevstall. Elever som går hästutbildningarna prioriteras men vid mån av plats kan även andra elever ha sin häst uppstallad. Det finns 10 boxplatser och i stallhyran ingår strö och grovfoder i form av hösilage. Det finns tre hagar som elevhästarna får dela på. Man får även tillgång till ridhuset efter skoltid och många fina ridvägar runtomkring skolan. Som elev har man möjlighet att använda sin egen häst i utbildningen om instruktören anser det passande.

### Hästshowen
År 2011 anordnade skolan sin första välgörenhetsshow, Hästshowen, där hästeleverna deltog för att samla in pengar som skänktes till välgörenhet. Showen har blivit ett årligt återkommande evenemang och varje år samlas det in pengar till en ny fond.
År 2012 arrangerades Hästens Dag i samarbete mellan Örebro läns ridsportförbund, Kvinnerstagymnasiet och distriktets klubbar och som hittills har arrangerats i gamla ridhuset på Örebro Fältrittklubb. Än så länge har två shower arrangerats.

## Lärlingsutbildningen
I lärlingsutbildningen ingår mycket praktik. Man är i skolan hälften av tiden, och hälften av tiden ute på praktik. De som går lärling går i samma klass som de som går vanligt lantbruk. Det finns två olika lärlingslinjer, hästlärling och lantbrukslärling. De som går hästlärling läser också hästkurser och har praktik i ett stall. Har man egen häst har man också möjlighet att ta med och stalla upp den på skolan. Även lärlingar kan gå skolans Naturvetenskapliga fördjupning och läsa in högskolebehörighet.

## Lantbruksutbildningen
Under tre år på lantbruksutbildningen läser man om maskiner, lantbruksdjur samt om växter och naturen. På Kvinnersta går det att göra praktik utomlands, och se hur lantbruk fungerar i andra länder. Det praktiska sker både på skolans eget lantbruk och även på andra praktikplatser utanför skolan. Eleverna läser teori för traktorkort/AM-kort. Det går även att läsa in högskolebehörighet.

## Bygg och anläggningsprogrammet

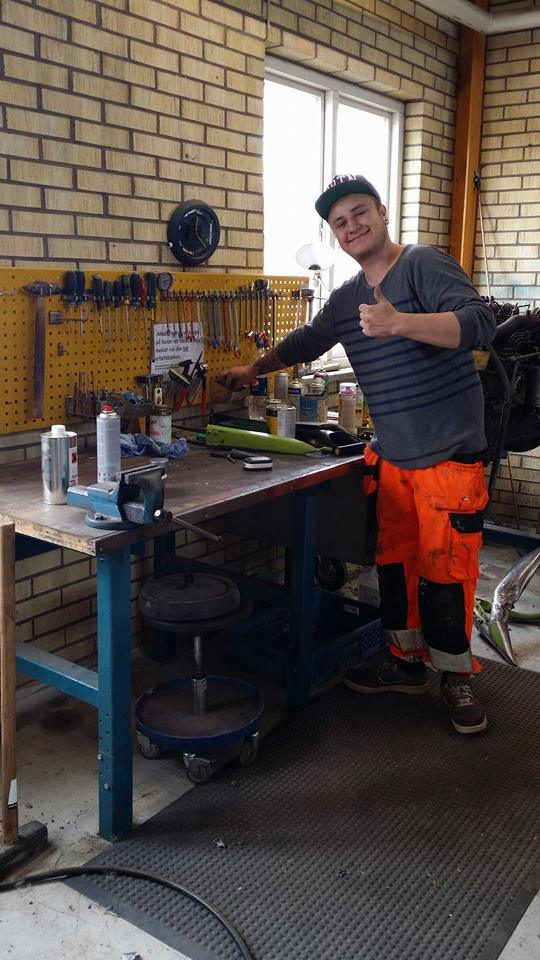
Maskinverkstad.

Bygg och anläggningsprogrammet leder till arbete som anläggningsmaskinsförare. 
Man lär sig att arbeta med byggnation och anläggning, får förståelse om hur man bygger logiskt, effektivt, säkert och miljömässigt samt lär sig om branschens olika yrken och arbetsprocesser. Man får köra grävmaskin, hjullastare och ibland dumper. Utbildningen kräver mycket ansvar eftersom man får jobba på egen hand. I tvåan och trean får eleverna gå ut på praktik, om de inte hittar en plats själv får de hjälp av lärarna.
Eleverna som går andra och tredje året får åka ut till Engströms som är ett maskinföretag. Vissa treor blir utvalda till att åka ut och jobba på arbetsplatsen medan tvåorna får åka ut och göra maskinteori och använda simulatorer för att lära sig köra maskiner.

### Olyckan på Kvinnerstagymnasiet
Onsdagen den 11 oktober 2012 inträffade en allvarlig olycka när ett av stödbenen på en teleskoplastare brast och två elever skadades, varav den ene allvarligt. De skulle ta en bild och åkte upp till tolv meters höjd och då stjälpte teleskoplastaren, krossade en manskapsbod och de elever som fanns i korgen föll till marken. Den 3 oktober 2014 meddelade Örebro tingsrätt sin dom för olyckan. Rektorn och gymnasieenhetschefen friades, medan de två elevernas lärare dömdes till dagsböter. Läraren hade, enligt domstolen, inte säkerställt att jobbet utfördes i enlighet med arbetsmiljöplanen.

## Internat
På skolan finns sex elevhem och 92 rum och i alla rum ingår dusch och toalett. Det finns möjlighet att ha burdjur i sitt rum, och det finns också rum där man kan bo med sin egen hund. Det finns trådlöst nätverk i elevhemmen. Det finns fritidslokaler i ett hus i området där det finns TV-rum, datorer, air-hocket och sällskapsspel, samt kontor för internat/fritidspersonalen. Skolan har också idrottshall, ett litet men komplett gym med både konditions- och styrketräningsmaskiner samt fria vikter. Det finns också en motionsslinga som utgår från skolområdet.